# Cerradomys
Cerradomys (Серадоміс) — рід південноамериканських гризунів з родини Хом'якові (Cricetidae). Цю групу тварин традиційно поміщали в Oryzomys, але в 2006 році група була описана як новий рід.

## Етимологія
Cerradomys: серрадо + грец. μῦς — «миша».

## Опис
Це гризуни малих і середніх розмірів, з довжиною голови й тіла між 116 і 185 мм, довжина хвоста між 130 і 215 мм і вага до 150 гр. Зубна формула:  I 1/1, C 0/0, P 0/0, M 3/3 = 16.
Спинна частина від жовтувато-коричневого до червонувато-коричневого кольору, в той час як черевна частина білувата або жовтувата з основою волосся сірого кольору. Вуса короткі. Вуха відносно короткі. Задні ноги довгі й тонкі, пучки добре розвинені при основі кігтів. Хвіст довше голови й тіла і трохи світліший знизу.

## Проживання
Рід поширений в Південній Америці, від Бразилії до  Північної Аргентині. Середовища проживання: серрадо, каатинга й Гран-Чако.